# دیو گرین
دیو گرین (به انگلیسی: Dave Green) کارگردان فیلم و نماهنگ آمریکایی است. او برای کارگردانی چندین موزیک ویدیو و فیلم کوتاه، به ویژه همکاری با مایلز فیشر، به خوبی شناخته شده‌است. او اولین کارگردانی خود را با فیلم از زمین به اکو در سال ۲۰۱۴ انجام داد، و سپس فیلم‌های لاک‌پشت‌های نینجا: خارج از سایه‌ها (۲۰۱۶) و کایوت در برابر اکمی (۲۰۲۳) را کارگردانی کرد.